# 納特爾斯海德湖

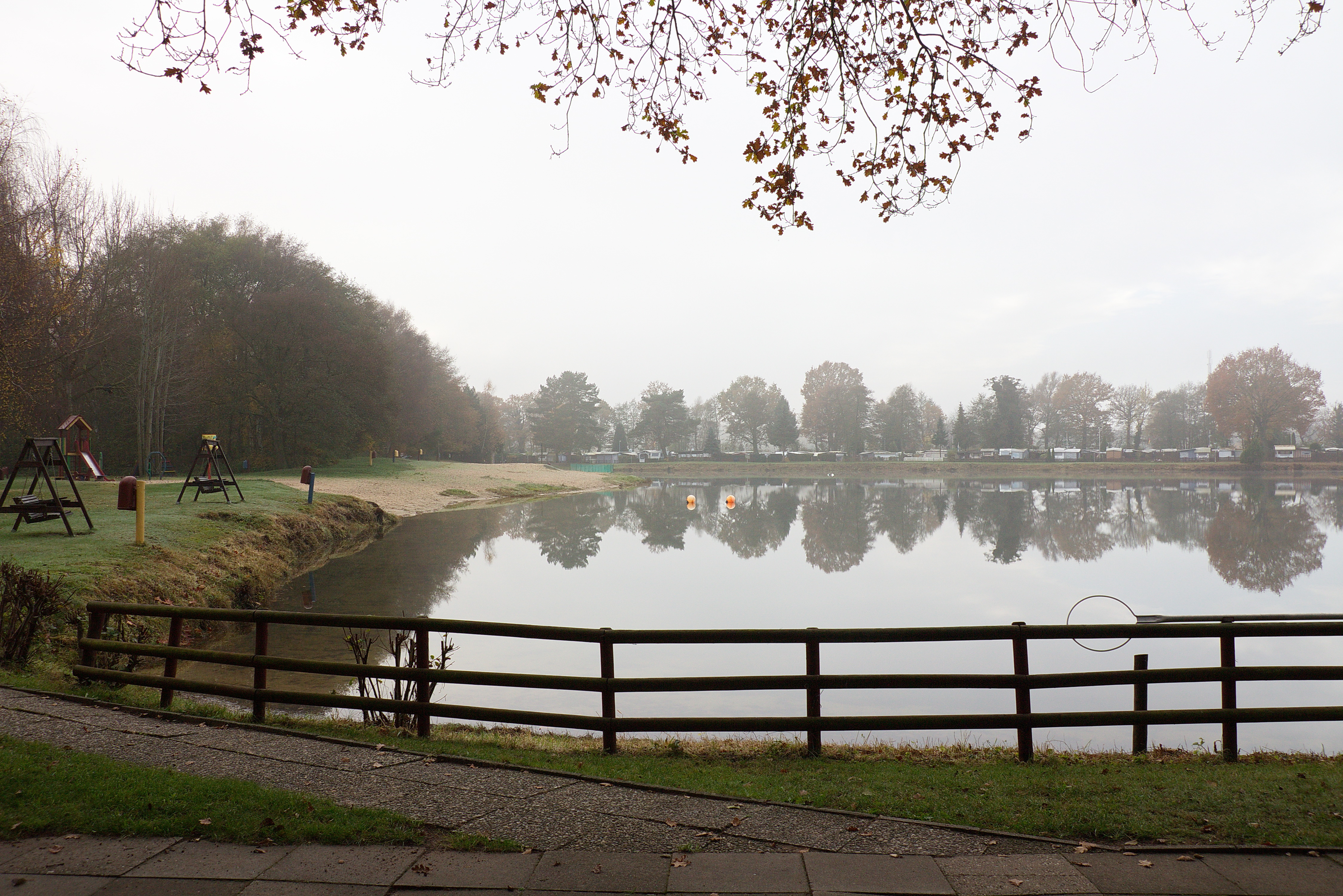

52°30′56″N 9°46′34″E / 52.51556°N 9.77611°E
納特爾斯海德湖（德語：Natelsheidesee），是德國的湖泊，位於該國西北部，由下薩克森州負責管轄，處於韋德馬爾克，長0.2公里，面積0.02平方公里，海拔高度44米，最大水深3.5米。